# Matériel roulant des CFD
Liste du matériel roulant de la Compagnie de chemins de fer départementaux (CFD).

## Autorails
| Illustration | Modèle ou type   | Neuf/Occasion | Nombre | Numéros | En service provenance si occasion | Hors service destination | Remarques     |
| ------------ | ---------------- | ------------- | ------ | ------- | --------------------------------- | ------------------------ | ------------- |
|              | Billard A 80 D   | Neuf          | 2      | 31-32   | 1937                              |                          | vendu au B.A. |
|              | Billard A 80 D   | Neuf          | 2      | 311-312 | 1937                              |                          | vendu au B.A. |
|              | Billard A 150 D2 | Neuf          | 1      | 223     | 1939                              |                          |               |

## Remorques
| Illustration | Modèle ou type | Neuf/Occasion | Nombre | Numéros | En service provenance si occasion | Hors service destination | Remarques              |
| ------------ | -------------- | ------------- | ------ | ------- | --------------------------------- | ------------------------ | ---------------------- |
|              | Billard A 80 D | Occasion      | 1      | 312     | 1949                              |                          | Démotorisation du 312. |